# Robot Entertainment
Robot Entertainment is een computerspelontwikkelaar opgericht door oud-werknemers van Ensemble Studios dat door Microsoft was opgeheven in 2009. Andere werknemers van Ensemble Studios richtten Bonfire Studios op.

## Spellen
| Release | Titel                    | Platform                    | Noot |
| ------- | ------------------------ | --------------------------- | --- |
| 2005    | Age of Empires III       | Windows                     | Verantwoordelijk voor serveronderhoud en ondersteuning na de sluiting van Ensemble Studios (tot januari 2011) |
| 2009    | Halo Wars                | Xbox 360                    | Verantwoordelijk voor downloadbare inhoud en updates na de sluiting van Ensemble Studios                      |
| 2011    | Age of Empires Online    | Windows                     | Initiële productie door Robot Entertainment; ontwikkeling later in handen van Gas Powered Games               |
| 2011    | Orcs Must Die!           | Windows, Xbox 360           | |
| 2012    | Hero Academy             | Android, iOS, OS X, Windows | |
| 2012    | Orcs Must Die! 2         | Windows                     | |
| 2013    | Echo Prime               | iOS, Windows                | |
| 2016    | Orcs Must Die! Unchained | PlayStation 4, Windows      | Open bèta vanaf eind maart 2016 beschikbaar.                                                                  |